# David X av Kartli
David X av Kartli, död 1525, var en georgisk monark. Han var kung i kungariket Kartli mellan 1505 och 1525.